# Josef Prantl (Maler)
Josef Prantl (* 20. März 1901 in Hötting; † 9. März 1992 in Innsbruck) war ein österreichischer Maler.

## Leben
Josef Prantl besuchte von 1919 bis 1923 die Kunstgewerbeschule in Innsbruck und nahm Zeichenunterricht in der Mal- und Zeichenschule Toni Kirchmayr und bei Rudolf Lehnert. Von 1925 bis 1927 studierte er an der Akademie der bildenden Künste München bei Franz von Stuck und besuchte daneben die Graphikschule bei Adolf Schinnerer. 1932 hatte er seine erste Einzelausstellung im Tiroler Landesmuseum Ferdinandeum. Im selben Jahr trat er der Künstlervereinigung Secession Innsbruck bei.
Nach dem Zweiten Weltkrieg war er als Maler, Graphiker, Illustrator, Bühnenbildner und Restaurator tätig. Als Maler schuf er insbesondere Landschaften und Blumenstillleben. In der Nachkriegszeit gestaltete er zahlreiche Fassaden von öffentlichen Gebäuden in Tirol. Er lieferte auch Entwürfe für die Tiroler Glasmalerei und Mosaik Anstalt. 1987 wurde ihm der Berufstitel Professor verliehen.

## Werke

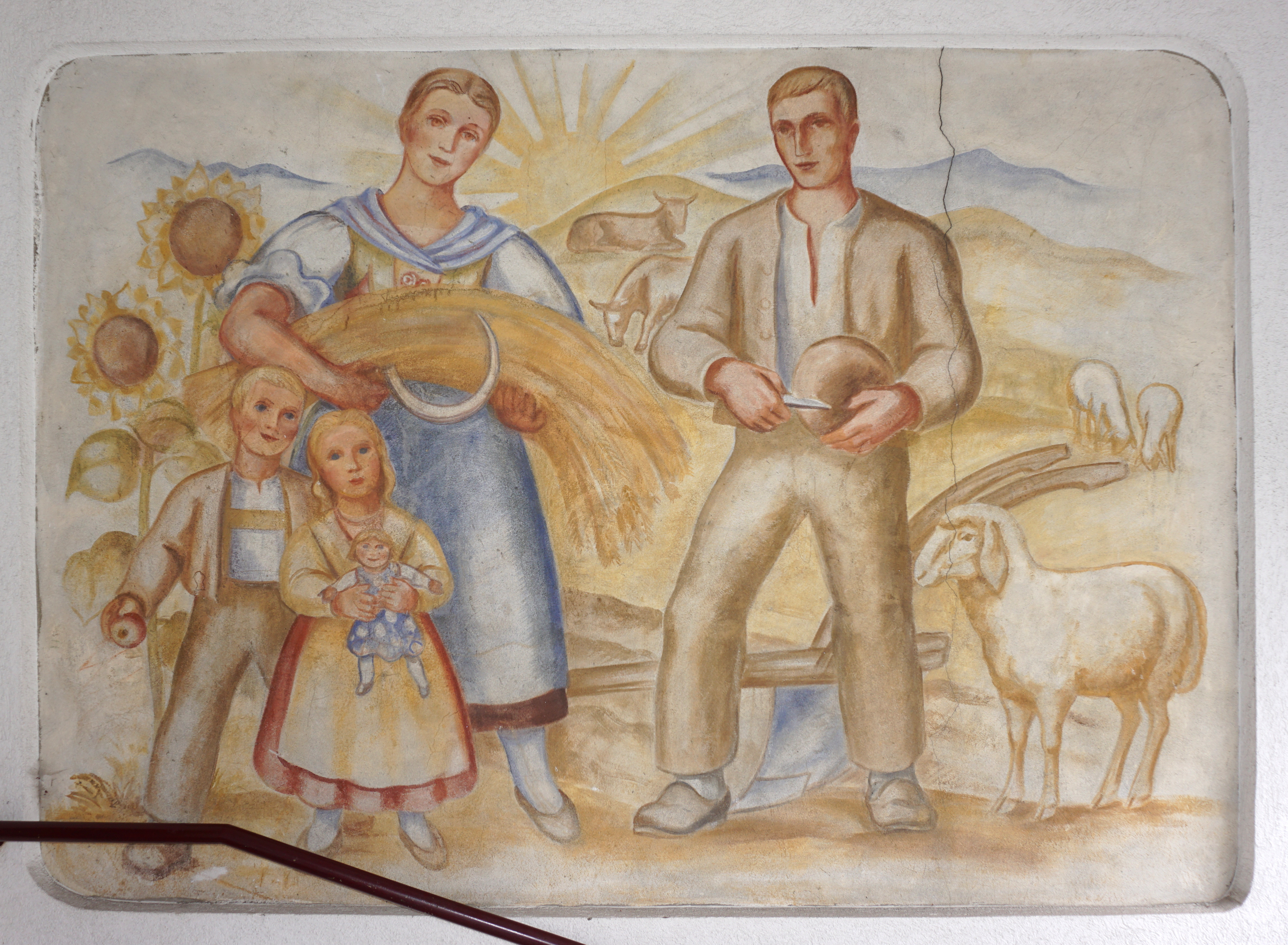
Wandbild Bauernfamilie an der Volksschule Birgitz (1953)

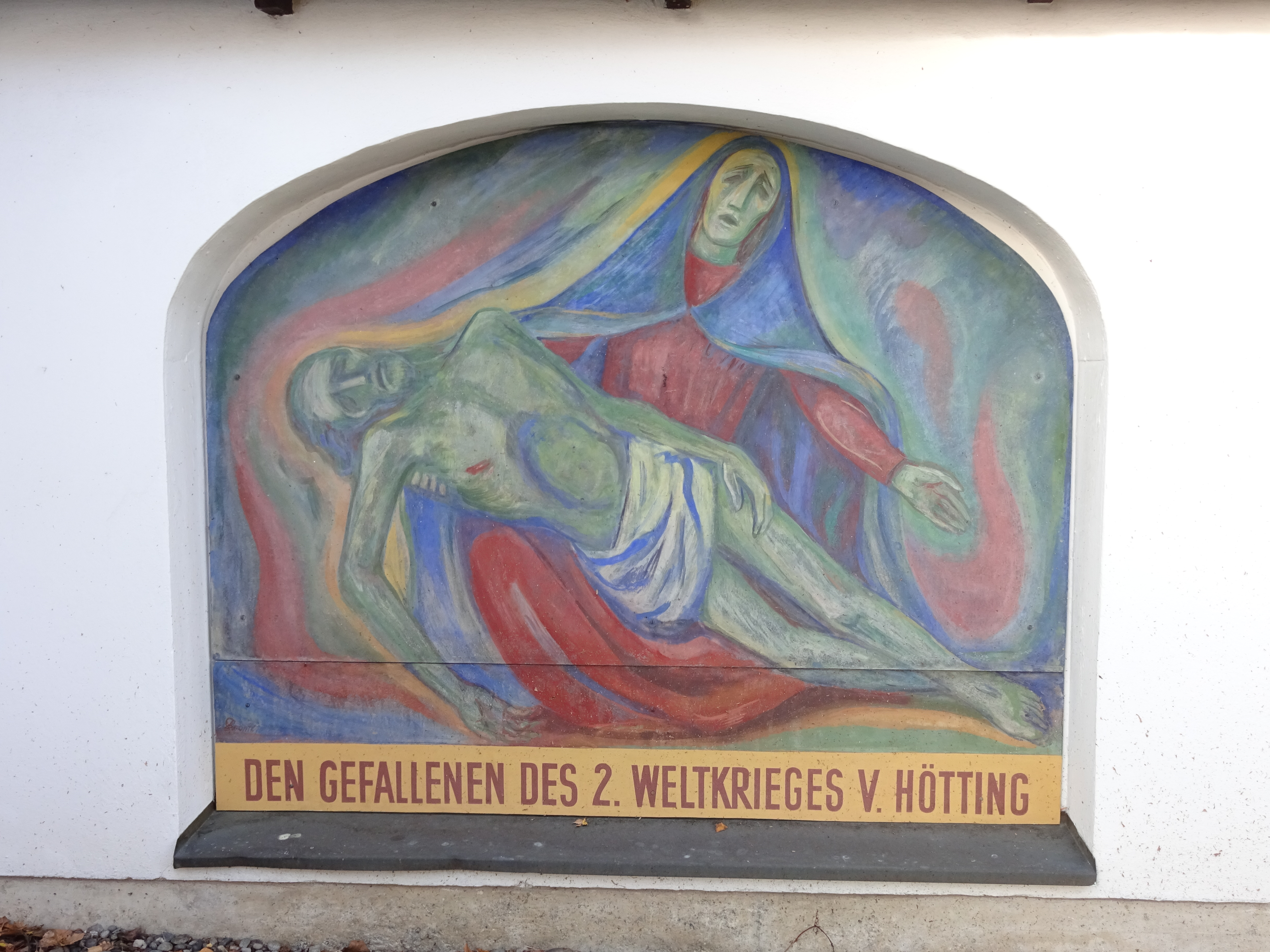
Pietà in der Umfassungsmauer des Pestfriedhofs Hötting

- Fassadenmalerei mit Heiligendarstellungen, ehemalige Mühle, Schneeburggasse 13, Hötting, 1927[3]
- Fassadenmalerei Bäuerliche Familie in Tiroler Landschaft, Volksschule Erlach, Ellbögen, um 1940[4]
- Gemälde in der Umfassungsmauer, Pestfriedhof Hötting, 1951–1958[5]
- Wandbilder Eltern mit Schulkindern, Tiroler Wappen und Bauernfamilie, Volksschule Birgitz, 1953[1]
- Wandbild Arche Noah im Stiegenhaus, Volksschule St. Kathrein, Navis, 1953[6]
- Fassadenmalereien Familie, Lasset die Kinder zu mir kommen, Wandmalerei im Erdgeschoßflur Arche Noah, Volksschule Unterweg, Navis, um 1953[7]
- Wandbilder Tiroler Familienmotive, Schutzengelbild, Volksschule Flaurling, um 1953 (nicht erhalten)[8]
- Deckenmalerei hl. Cäcilia über der Empore, Pfarrkirche Rietz, 1957[9]
- Gemälde am Turm, Pfarrkirche Untermieming, 1958[10]
- Chorfresko hl. Martin mit Ansicht von Ladis und Burg Laudeck, Pfarrkirche Ladis, 1961[11]
- Fassadenfresko, Wendelinkapelle beim Karwendelhaus, Scharnitz[12]